# Torquigener florealis
Torquigener florealis es una especie de peces de la familia Tetraodontidae en el orden de los Tetraodontiformes.

## Morfología
Los machos pueden llegar alcanzar los 18,5 cm de longitud total.

## Hábitat
Es un pez de mar y, de clima templado y demersal que vive hasta los 238 m de profundidad.

## Distribución geográfica
Se encuentra desde Hawái hasta el Japón y el Mar de la China Oriental.

## Observaciones
Es inofensivo para los humanos.